# Apanteles lucidus
Apanteles lucidus är en stekelart som beskrevs av Sharma 1972. Apanteles lucidus ingår i släktet Apanteles och familjen bracksteklar. Inga underarter finns listade i Catalogue of Life.